# Клех Владислав
Владислав Клех (Клехновський) (4 липня 1922, Київ — 22 липня 2001, Нью-Рошелл, США) — художник театру та кіно.

## Біографія
Владислав Клех народився 4 липня 1922, Київ.
1937 — закінчив навчання у школі мистецтв, м. Костянтинівка, Донецька область;
З 1942—1943 — художник театру ім. Т.Шевченко, м. Біла Церква;
З 1945 — організував театр «Розвага» м. Ней-Ульм, Німеччина;
1947—1948 — художник Ансамбль українських акторів Філадельфія, США;
1958 році - закінчив  навчання у школі художників, м. Вестпорт, шт. Коннектикут, США;
1962—1963 та 1966—1991 — декоратор Метрополітен-опера, м. Нью-Йорк, США;
1998 року заснував премію імені Владислава Клеха.
Помер - 22 липня 2001, Нью-Рошелл, США)[]

## Вистави
Ансамбль українських акторів керівник В.Блавацький
- «Йоганна, жінка Хусова», «На полі Крові» — Л.Українка (реж. В.Блавацький);
- «Антігона» — Ж.Ануй(реж. В.Блавацький);
- «Лукреція» — А.Обе (реж. В.Блавацький);

«Студія мистецького слова» (м. Нью-Йорк, США)
- «Ярослав Мудрий» — І.Кочерги (реж. Л.Крушельницька);
- «Патетична соната» — П.Куліш (реж. Л.Крушельницька);

## Кіно
- «Таємниці Тихого океану» (1958, реж. Дж. Логан);
- «Спартак» (1960, реж. С. Кубрик);
- «Вестсайдська історія» (1961, реж. Р. Вайз, Дж. Роббінс);[джерело?]
- «Клеопатра» (1963, реж. Дж.-Л. Манкевич).